# پلنگ عربی
پلنگ عربی (نام علمی: Panthera pardus nimr) یکی از ۹ زیرگونه پلنگ و کوچک‌ترین آن‌ها می‌باشد. پوست این پلنگ زرد مایل به قهوه‌ای یا زرد کمرنگ با خال‌های تیره‌است. وزن جنس نر ۳۰ کیلوگرم و وزن جنس ماده آن ۲۰ کیلوگرم است. مناطق گوناگون شبه جزیره عربستان (کوهستان‌های مدینه و حجاز، شمال یمن، کوه‌های راس الخیمه و شرق امارات) و شبه جزیره سینا و کوه‌های ظفار در عمان زیستگاه این گربه سان است.
پلنگ عربی از پستاندارانی مانند انواع سم داران، پرندگان و خزندگان تغذیه می‌کند.
نسل این پلنگ در خطر انقراض قرار دارد به‌طوری‌که تا سال ۲۰۰۶، ۲۰۰ قلاده از آن باقی مانده بود. در سال‌های اخیر مجامعی جهت حمایت از آن در منطقه ایجاد شده‌است.